# HD94660
HD94660 — хімічно пекулярна зоря спектрального класу A0, що має видиму зоряну величину в смузі V приблизно  6,1.
Вона  розташована на відстані близько 495,7 світлових років від Сонця.

## Пекулярний хімічний склад
Зоряна атмосфера HD94660 має підвищений вміст 
Eu
.

## Магнітне поле
Спектр даної зорі вказує на наявність магнітного поля у її зоряній атмосфері.
Напруженість повздовжної компоненти поля оціненої з аналізу
становить 2654,3± 374,6 Гаус.